# سوت‌زن بالیم
سوت‌زن بالیم (نام علمی: Pachycephala balim) گونه‌ای از پرندگان تیرهٔ سوت‌زنان (Pachycephalidae) است که بومی گینه نو است.
سوت‌زن بالیم در کوه‌های برفی استان پاپوآ در اندونزی یافت می‌شود.